# Держинская, Ксения Георгиевна
Ксе́ния Гео́ргиевна Держи́нская (25 января [6 февраля] 1889, Киев, Российская империя — 9 июня 1951, Москва, СССР) — российская и советская оперная певица (сопрано), педагог, публицист. Народная артистка СССР (1937). Лауреат Сталинской премии l степени (1943). Одна из ведущих оперных певиц своего времени.

## Биография
Родилась 25 января (6 февраля) 1889 года в Киеве.
Училась в Киеве и в Санкт-Петербурге. В 1907 году окончила педагогические курсы Фундуклеевской женской гимназии, преподавала общеобразовательные предметы. С 1905 по 1909 годы брала уроки пения у Флоры Паш (Пашковской). Впервые выступила в 1911 как камерная певица в авторском концерте С. В. Рахманинова, высоко оценившего артистическое и вокальное дарование певицы. С 1911 до осени 1912 года обучалась пению в Санкт-Петербурге у Е. И. Териан-Коргановой.
С 1913 по 1914 год — солистка оперной труппы антрепризы Сергиевского народного дома в Москве. Дебютировала в партии Марии в опере «Мазепа» П. И. Чайковского. Летом 1913 года готовила оперные партии в Киеве под руководством дирижёра Л. П. Штейнберга. В феврале-июле 1914 года совершенствовалась в вокальном искусстве в Берлине у певицы и педагога Матильды Маллингер.
С 1915 по 1948 год — солистка Большого театра в Москве. Исполнила 25 партий в 1044 оперных спектаклях.
Значительное влияние на формирование творческих взглядов певицы оказали режиссёр К. С. Станиславский и дирижёр В. Сук. Под управлением последнего спела наиболее выдающиеся партии своего репертуара — Лизу («Пиковая дама» П. И. Чайковского), Настасью («Чародейка» того же автора), Февронию («Сказание о невидимом граде Китеже и деве Февронии» Н. А. Римского-Корсакова), Ярославну («Князь Игорь») А. П. Бородина и многие другие.
10 февраля 1917 года, в постановке Большого театра оперы Дж. Верди «Дон Карлос», пела партию Елизаветы вместе с Ф. И. Шаляпиным (партия Филиппа). Эта постановка примечательна тем, что Ф. И. Шаляпин выступал не только в своём обычном амплуа певца-солиста, но и как режиссёр. В 1926 году исполняла партию Февронии в Париже на сцене «Гранд-Опера».
Выступала как камерная певица. Вела концертно-исполнительскую деятельность. В её обширный репертуар входили произведения П. И. Чайковского, С. В. Рахманинова, М. И. Глинки, А. С. Даргомыжского, Н. А. Римского-Корсакова, Ф. Шуберта, Р. Шумана, старинные романсы.

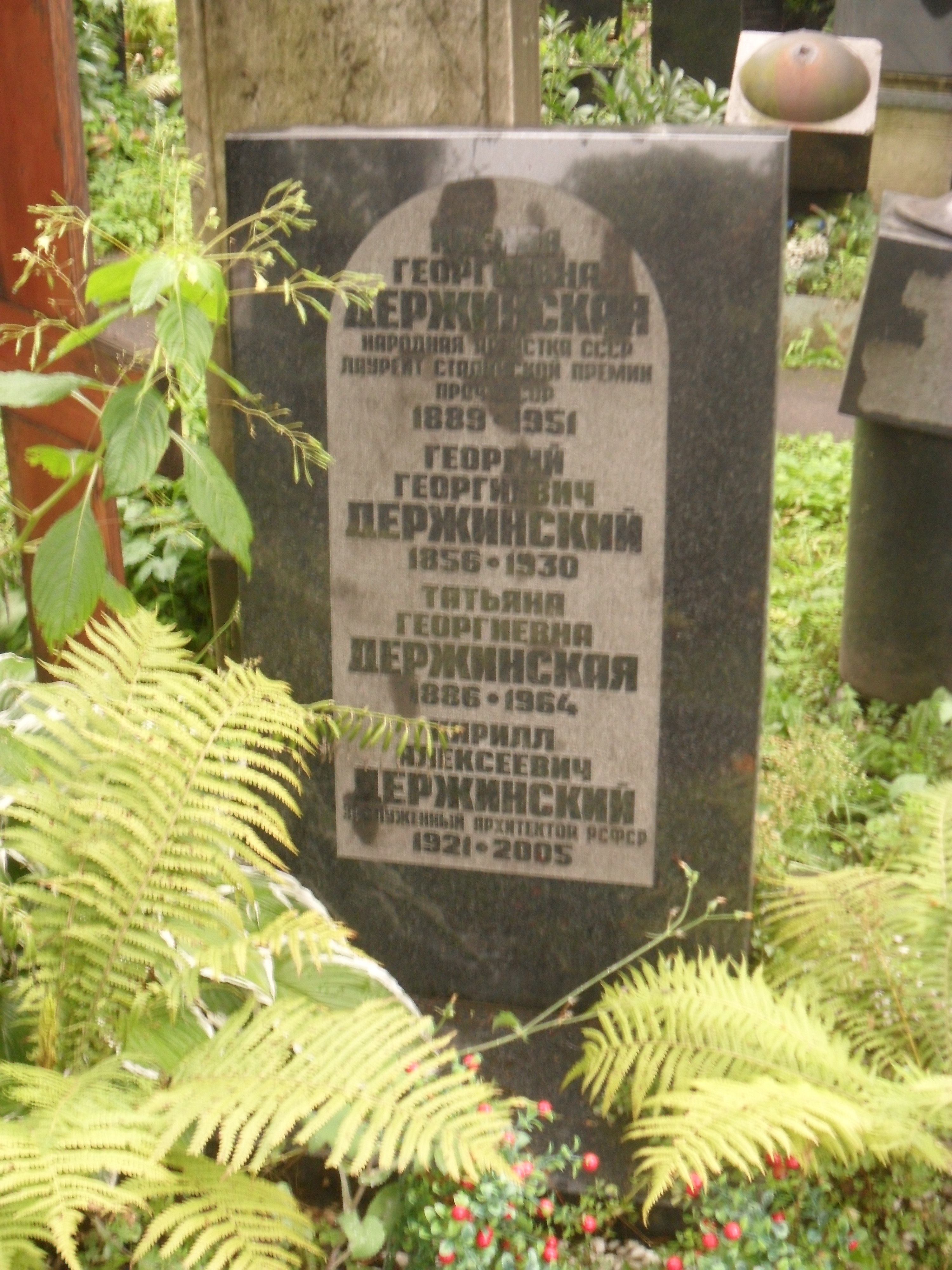
Могила Держинской на Новодевичьем кладбище.

Обладала широким диапазоном, силой и красотой тембра голоса, большим драматическим мастерством. Искусство певицы отличалось большой музыкальной культурой и высокой вокальной техникой".
Педагогическую деятельность начала в Государственном оперном театре им. К. С. Станиславского (ныне Московский музыкальный театр имени К. С. Станиславского и Вл. И. Немировича-Данченко) (1935—1936 и 1943—1947). В 1941—1943 годах занималась с солистами Ташкентского оперного театра. В 1947—1951 годах — преподаватель вокального класса в Московской консерватории им. П. И. Чайковского (с 1947 — профессор кафедры сольного пения, до 1949 — также декан вокального факультета).
Автор статей, посвящённых вокальному искусству, а также воспоминаний.
«Артист должен смотреть (и не только смотреть, но и видеть) прекрасное во всех областях своего и чужого искусства и жизни, ему нужны впечатления от хороших спектаклей и артистов, концертов, музеев, путешествий, хороших картин всех направлений — от самых левых до самых правых, так как никто не знает, что взволнует его душу и вскроет творческие тайники». Этому мудрому требованию Станиславского всегда следовала К. Г. Держинская.
Член Комитета по Сталинским премиям в области литературы и искусства, член Художественного совета Радиовещания и редакционного совета Музыкального государственного издательства, член жюри конкурсов профессиональных и самодеятельных исполнителей.
Умерла 9 июня 1951 года в Москве. Похоронена на Новодевичьем кладбище.
В 1969 году на доме, где в 1931—1951 годы жила Держинская (улица Медведева, 16), была установлена мемориальная доска (архитектор К. А. Держинский).

### Семья
- Отец — Егор Егорович (Георгий Георгиевич) Держинский, преподаватель математики
- Мать — Мария Никифоровна Держинская (урожд. Черкунова), из дворян Киевской губернии
- Двоюродный брат — Николай Николаевич Вилинский (1888—1956), украинский композитор и педагог, заслуженный деятель искусств Украинской ССР (1951)
- Двоюродный брат — Александр Вячеславович Оссовский(1871—1957), музыковед и музыкальный критик, заслуженный деятель искусств РСФСР (1938), член-корреспондент АН СССР (1943)[17].

## Награды и звания
- Заслуженная артистка РСФСР (1928)
- Народная артистка РСФСР (1933)

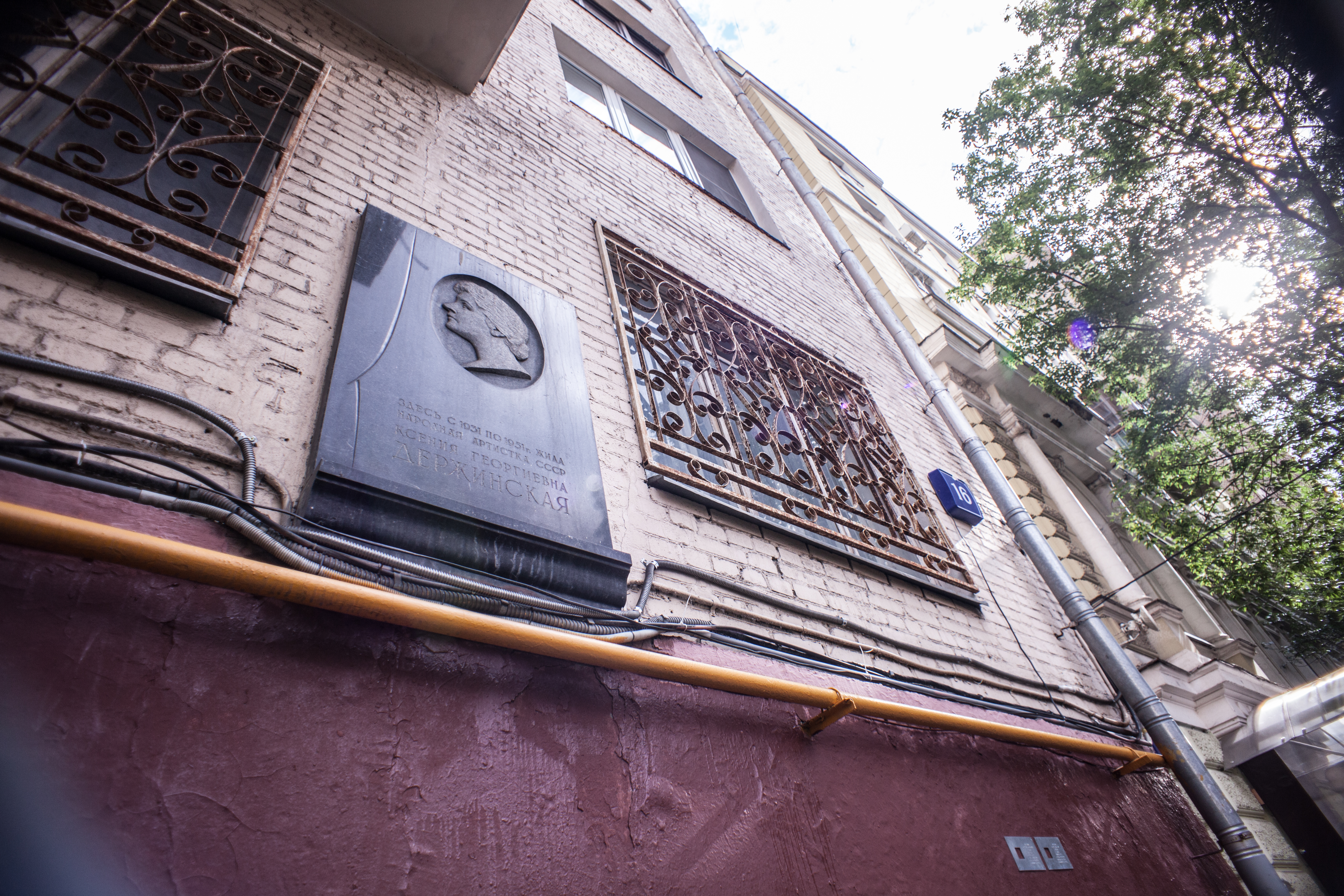
Мемориальная доска на доме
К. Г. Держинской

- Народная артистка СССР (02.06.1937)
- Сталинская премия первой степени (1943) — за многолетние выдающиеся достижения в области искусства[18]
- Орден Ленина (02.06.1937) — за выдающиеся заслуги в деле развития оперного и балетного искусства
- Орден Трудового Красного Знамени (27.05.1951)[19]
- Медаль «За доблестный труд в Великой Отечественной войне 1941—1945 гг.»
- Медаль «В память 800-летия Москвы»

## Творчество

### Партии
Сергиевский народный дом
- 1913 — «Мазепа» П. И. Чайковского — Мария
- 1913 — «Русалка» А. С. Даргомыжского — Наташа
- 1913 — «Князь Игорь» А. П. Бородина — Ярославна
- 1913 — «Пиковая Дама» П. И. Чайковского — Лиза
- 1914 — «Аида» Дж. Верди — Аида
- 1914 — «Снегурочка» Н. А. Римского-Корсакова — Купава
- 1914 — «Демон» А. Г. Рубинштейна — Тамара
- 1914 — «Дубровский» Э. Ф. Направника — Маша

Большой Театр
- 1915 — «Князь Игорь» А. П. Бородина — Ярославна
- 1915 — «Запорожец за Дунаем» С. С. Гулак-Артемовского — Одарка
- 1916 — «Чародейка» П. И. Чайковского — Настасья
- 1916 — «Оле из Нордланда», М. М. Ипполитова-Иванова — Герда
- 1917 — «Сказание о невидимом граде Китеже и деве Февронии» Н. А. Римского-Корсакова — Феврония
- 1917 — «Дон Карлос» Дж. Верди — Елизавета
- 1917 — «Сказка о царе Салтане» Н. А. Римского-Корсакова — Милитриса
- 1918 — «Гугеноты» Дж. Мейербера — Валентина;
- 1919 — «Лоэгрин» Р. Вагнера — Ортруда
- 1923 — «Тангейзер» Р. Вагнера — Елизавета
- 1924 — «Фауст» Ш. Гуно — Маргарита
- 1925 — «Валькирия» Р. Вагнера — Брунгильда
- 1929 — «Нюрнбергские мейстерзингеры» Р. Вагнера — Ева
- 1930 — «Вышка Октября» Б. Л. Яворского — Ударница
- 1931 — «Руслан и Людмила» М. И. Глинки — Горислава
- 1931 — «Турандот» Дж. Пуччини — Турандот
- 1932 — «Боярыня Вера Шелога» Н. А. Римского-Корсакова — Вера Шелога
- 1933 — «Тоска» Дж. Пуччини — Тоска
- «Русалка» А. С. Даргомыжского — Наташа
- «Пиковая Дама» П. И. Чайковского — Лиза
- «Дубровский» Э. Ф. Направника — Маша
- «Снегурочка» Н. А. Римского-Корсакова — Купава
- «Псковитянка» Н. А. Римского-Корсакова — Вера Шелога
- «Евгений Онегин» П. И. Чайковского — Татьяна

### Фильмография
- 1951 — Большой концерт — профессор консерватории

### Избранные труды
- Держинская К. Г. Замечательный артист (Воспоминания о Л. В. Собинове) // Советский артист. — 1935. — № 40.
- Держинская К. Г. Воспитание вокалиста // Советское искусство. — 1937. — № 29.
- Держинская К. Г. На Всесоюзной конференции вокалистов // Советская музыка. — 1940. — № 3.
- Держинская К. Г. Чайковский в моей жизни // Чайковский и театр. Статьи и материалы / Под ред. А. И. Шавердяна. — М.—Л.: Искусство, 1940. — С. 203—210. — LXXII, 358 с. — 3000 экз.
- Держинская К. Г. Имя, которое я вспоминаю с благодарностью // Б. Яворский: Статьи. Воспоминания. Переписка / Ред.-сост. И. С. Рабинович. Общ. ред. Д. Шостаковича. Предисловия И. Рабиновича и И. Саца. — Второе издание, исправленное и дополненное. — М.: Всесоюзное издательство «Советский композитор», 1972. — Т. 1. — С. 232—235. — 712 с. — 2800 экз.

## Портреты К. Г. Держинской

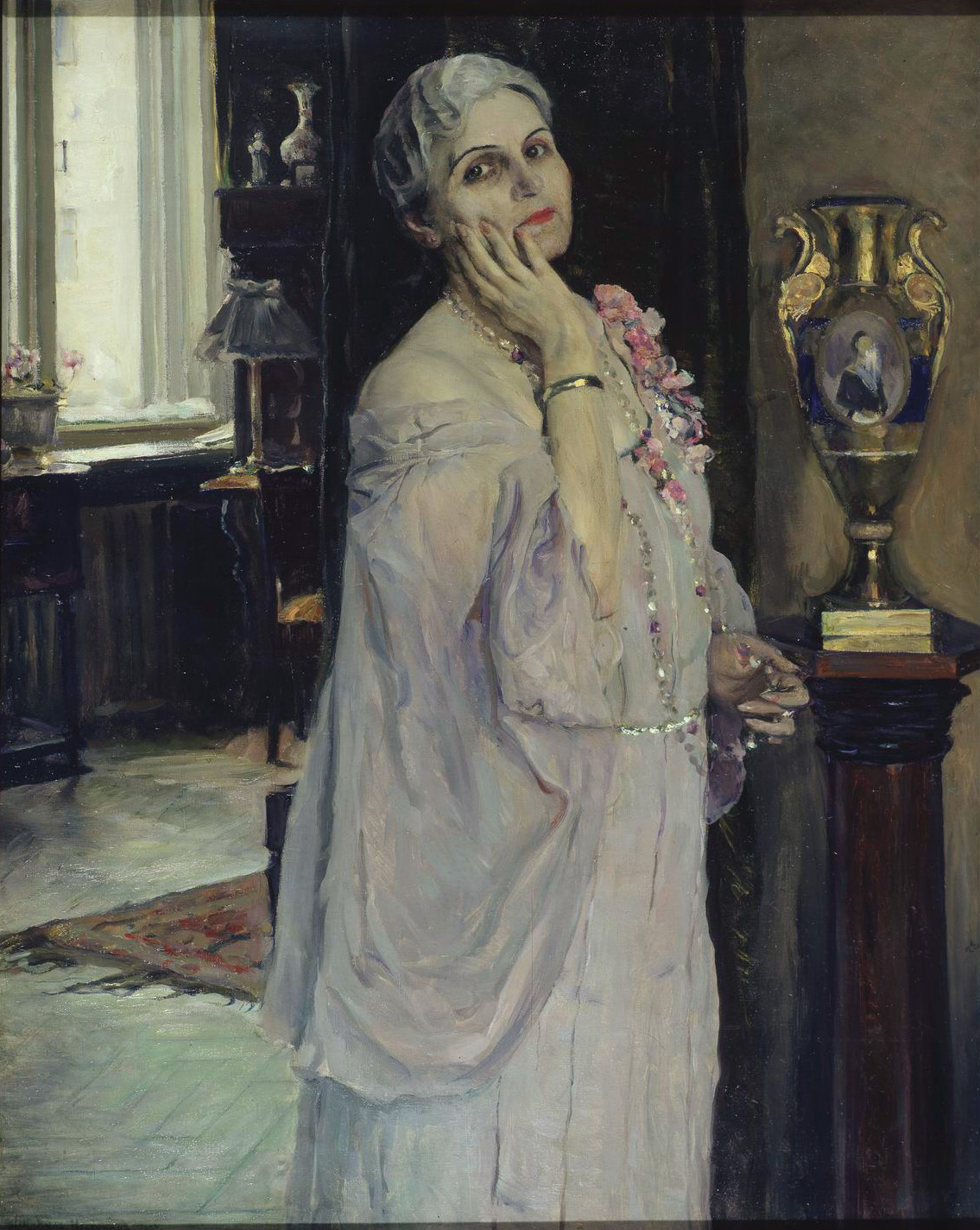
На портрете Нестерова, 1937

Образ оперной певицы вдохновил целый ряд художников. М. В. Нестеров писал К. Держинской: 

Когда-то я слышал больших мастеров пения: Марчеллу Зембрих, Ван-Занд, Марию Дюран, «оперную Дузе» — Беллинчиолли (в «Тоске») и наших лучших своего времени… У вас счастливо совпадает (говорит с вами художник) такая приятная внешность, ваше милое лицо, с чудесным тембром, фразировкой, с вашим искренним, «пережитым» чувством. Такое сочетание даров Божьих со школой, умением дают этот эффект, коим вы так легко покоряете слушателей — старых и молодых, восторженных или рассудочных. Важно то, что вы их покоряете «комплексом» «данных» вам природой и хорошей старой школой.— С. Н. Дурылин. «Нестеров»
Некоторые известные портреты певицы: два портрета М. Нестерова (первый — 1937, холст, масло, Государственная Третьяковская галерея; второй — в роли Ярославны, «Князь Игорь», акварель, 1938 или 1941), В. Белянина, Е. Лансере (в роли Лизы — «Пиковая дама», рисунок), П. Скотаря (в роли Купавы — «Снегурочка», карандаш, акварель, 1951), Н. Кузьмина (в роли Ярославны — «Князь Игорь» — музей Большого театра).